# Odrske luči
Odrske luči (angleško Limelight) je ameriški komično dramski film, za katerega je Charlie Chaplin napisal scenarij, ga produciral, režiral in v njem odigral glavno vlogo. Glavno žensko vlogo je odigrala Claire Bloom, stransko vlogo pa tudi Buster Keaton. V plesnih prizorih je Bloomovo nadomestila Melissa Hayden. Glasbeno podlago je napisal Chaplin, aranžiral pa Ray Rasch.
Film je bil izdan sredi javni polemik, veliko kinematografskih dvoran je predvajanje filma celo zavrnilo, ker so ZDA v tistem času razveljavile Chaplinovo dovolilnico za vstop v državo na podlagi obtožb simpatizerstva s komunizmom. Ponovna izdaja iz leta 1972 v ZDA pa je Chaplinu prinesla edinega tekmovalnega oskarja v karieri za izvirno glasbeno podlago.

## Zgodba
Film je postavljen v London leta 1914, ko se je začenjala prva svetovna vojna (in ko je Chaplin posnel svoj prvi film). Calvero (Charles Chaplin), nekdaj slavni odrski klovn, zdaj pa zanemarjen pijanec, reši mlado igralko Therezo Ambrose - Terry (Claire Bloom) pred samomorom. Neguje jo, da ozdravi, ter ji pomagal ponovno pridobiti samozavest in nadaljevati s svojo plesno kariero. Ob tem si tudi sam povrne samozavest, toda njegovi poskusi vrnitve so manj uspešni. Terry se želi poročiti z njim kljub njuni razliki v starosti, čeprav prijateljuje z Nevillom (Sydney Earle Chaplin), mladim skladateljem, ki se Calveru zdi primernejši zanjo. Da bi jima dal priložnost, zapusti svoj dom in postane ulični zabavljač. Terry, zdaj kot glavna igralka v svoji predstavi, sčasoma najde Calvera in ga prepriča, da se vrne na oder za dobrodelni koncert. Ponovno združen s svojim starim soigralcem (Buster Keaton), ob katerem mu uspe veličasten povratek na odre, takoj za tem doživi srčni napad in umre ob strani odra, le nekaj metrov stran od Terry, ki tedaj v drugi točki predstave pleše na odru. To simbolizira konec neke generacije in prihod naslednje. Pešanje starejših in prihod mladih ... pod odrskimi lučmi, kot piše v uvodu filma.

## Igralska zasedba
- Charlie Chaplin kot Calvero
- Claire Bloom kot Terry
- Nigel Bruce kot Postant
- Buster Keaton kot Calverov soigralec
- Sydney Earle Chaplin kot Neville
- Norman Lloyd kot Bodalink
- André Eglevsky kot baletni plesalec
- Melissa Hayden kot Terry v plesnih scenah
- Geraldine Chaplin kot deklica v prvem prizoru
- Josephine Chaplin kot otrok v prvem prizoru
- Charles Chaplin mlajši kot klovn
- Snub Pollard kot ulični glasbenik
- Michael Chaplin kot otrok v prvem prizoru
- Oona Chaplin kot statistka

## Produkcija
Čeprav se film dogaja v Londonu, je bil v celoti posnet v Hollywoodu, večinoma v Chaplinovem studiu. Ulica, na kateri živi Calvero, je bila preurejena scena v studiu Paramounta, prizore v gledališču so posneli v studiu RKO Pictures, nekatere zunanje prizore pa ob projekciji posnetkov Londona na zadnjo steno. V filmu je pomembne vloge odigrala Chaplinova družina, tudi pet njegovih otrok in polbrat Wheeler Dryden. Za glavno žensko vlogo Terry je izbral gledališko igralko Claire Bloom, kar je njena prva večja filmska vloga.
Svojim starejšim sinom je dejal, da pričakuje Odrske luči za svoj zadnji film. Po vseh poročilih je bil med produkcijo filma vesel in poln energije, kar poznavalci pogosto pripisujejo radostim ob podoživljanju svoje zgodnje kariere v varietejskem gledališču. Večina preučevalcev Chaplinovega življenja je menila, da glavni lik filma temelji na njegovem očetu Charlesu Chaplinu starejšem, ki je prav tako izgubil priljubljenost pri gledalcih in se zatekel v alkoholizem, kar je vodilo v njegovo smrt leta 1901. Toda v svoji avtobiografiji iz leta 1964 in knjigi My Life in Pictures iz leta 1974 Chaplin vztraja, da Calvero temelji na življenju gledališkega igralca Franka Tierneyja. Ob tem je bil film posnet v času, ko je tudi sam Chaplin začel izgubljati priljubljenost, zato je v več pogledih močno avtobiografski.
Nastop Chaplina in Busterja Keatona v zadnjem glasbenem prizoru je zgodovinski, ker je edini skupni nastop obeh igralcev v filmu. Chaplin prvotno vloge ni napisal za Keatona, saj se mu je zdela premajhna. Šele, ko je izvedel za njegove težave (pred tem je bil Keaton po neuspelem zakonu izgubil večino premoženja ob ločitvi in se neredno pojavljal v filmih tistega leta), je vztrajal pri njegovem angažmaju. Razširila se je govorica, ki jo je podžigalo rivalstvo med obema komikoma. Po njej naj bi Keaton odigral svojo vlogo tako dobro, da je Chaplin nevoščljivo izrezal večino svojega nastopa ob njem, da ga ta ne bi zasenčil. Toda tesen Chaplinov sodelavec je trdil, da se Chaplin ni le počutil neogroženega zaradi Keatonovega nastopa, ampak je tudi izrezal večji del svojega nastopa, da bi okrepil njegovo vlogo. Keatonov biograf Rudi Blesh je razkril, da je Chaplin sprostil svoj razvpiti tog slog režiranja, da je dal Keatonu proste roke pri komičnih točkah v prizoru. Keatonnova vdova Eleanor je razkrila, da je bil Buster navdušen nad svojo vlogo v filmu in svoje prepričanje, da je govorice začel njegov poslovni sodelavec Raymond Rohauer. Chaplinov sin Sydney, ki je tudi nastopil v filmu, je o tem dejal, da četudi bi izrezali nekatere Keatonove najboljše prizore (v kar ne verjame), potek zgodbe ne bi dovoljeval stranskemu liku, da se nenadoma pojavi in zasenči veličasten povratek Chaplinovega lika.

## Sprejem
Ob promocijski turneji po Veliki Britaniji je Chaplin izvedel, da so ZDA razveljavile njegovo dovolilnico za vstop v državo zaradi domnevnega simpatizerstva s komunizmom, in veliko ameriških kinematografskih dvoran je zavrnilo predvajanje filma. Izven kinematografov v nekaterih mestih na vzhodni obali ZDA, ameriški gledalci niso mogli videti filma. Šele leta 1972 ob ponovni izdaji je bil prikazan večjem delu ameriškega občinstva.
Posebej priljubljen je bil na Japonskem, uspešen tudi v Evropi in drugje po svetu, le v ZDA je zaslužil sorazmerno skromen 1 milijon $.

## Glasba
Vodilna melodija filma poimenovana »Terry's Theme«, ki jo je bil napisal Chaplin, je postal priljubljena v obliki pogosto izvajane pesmi »Eternally« z besedilom Geoffa Parsonsa in Johna Turnerja.
Leta 1972, dvajset let po premiernem predvajanju filma, je Chaplin s sodelavcema Raymondom Raschem in Larryjem Russellom prejel oskarja za izvirno glasbeno podlago, čeprav naj bi v primeru Larryja Russella šlo za napako; novinar JazzWaxa Marc Myers trdi, da bi moral oskarja dobiti Russell Garcia. To je bil Chaplinov edini oskar v tekmovalnih kategorijah, pred tem je bil že prejel dva častna oskarja.